# Naasa-Hablood

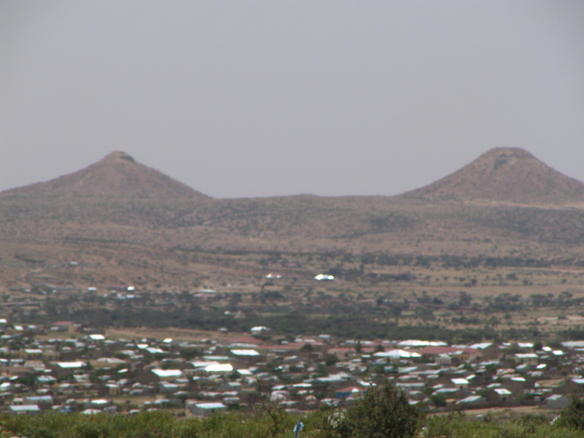
Naasa Hablood

Naasa-Hablood (traduzindo do somali: Seios da Moça) são dois montes gêmeos situados próximo a cidade de Hargeysa, Somalilândia, Somália. Desde sua descoberta Naasa-Hablood tornou-se uma importante atração tourística e um ponto de referência na Somália. Os montes são constituídos de granito e  areia, muito diferentes dos montes férteis, verdes e exuberantes que a maioria das pessoas conhecem. Às vezes, os montes são confundidos com dunas de areia, porém, a Somalilândia é uma região árida e seca com plantações férteis em algumas regiões, diferentemente dos países do Saara no norte da África.